# Коцюрба Олексій Володимирович
Коцюрба Олексій Володимирович — сержант Збройних сил України, відзначився у ході російського вторгнення в Україну.

## Життєпис
Олексій Коцюрба народився 1978 року в одному з сіл Первозванівської сільської громади Кропивницького району Кіровоградської області. Проживав у селі Степове цієї ж громади. З початком повномасштабного російського вторгнення в Україну був мобілізований та перебував на передовій у складі 57-ої окремої мотопіхотної бригади імені кошового отамана Костя Гордієнка. Загинув 5 березня 2022 року в селищі Воронове Сєвєродонецького району Луганської області.

## Родина
У загиблого залишилися мати та донька (нар. 2008).

## Нагороди
- орден «За мужність» III ступеня (2022, посмертно) — за особисту мужність під час виконання бойових завдань, самовіддані дії, виявлені у захисті державного суверенітету та територіальної цілісності України, вірність військовій присязі.